# Número pentagonal

Representación visual de los primeros números pentagonales.

Un número pentagonal es un número figurado que extiende el concepto de número triangular y cuadrado al pentágono, pero, a diferencia de los dos primeros, los patrones utilizados en la construcción de los números pentagonales no son simétricamente rotacionales.
El n-ésimo número pentagonal pn es el número de distintos puntos en un patrón de puntos, consistente en el contorno de pentágonos regulares cuyos lados contienen de 1 a n puntos, superpuestos, de forma que tienen en común el vértice. Por ejemplo, el tercero de ellos está formado 
de contornos compuestos por 1,5 y 10 puntos respectivamente, pero el 1, 3 puntos del de 5, coinciden con 3 del de 10, dejando 12 puntos distintos, 10 en forma de pentágono, y 2 dentro de él.

## Historia
Cada número pentagonal pn está definido por la siguiente fórmula:

{\displaystyle p_{n}={\frac {n(3n-1)}{2}}}

Para n ≥ 1, n ∈ N, los primeros números pentagonales son:
1, 5, 12, 22, 35, 51, 70, 92, 117, 145, 176, 210, 247, 287, 330, 376, 425, 477, 532, 590, 651, 715, 782, 852, 925, 1001, 1080, 1162, 1247, 1335, 1426, 1520, 1617, 1717, 1820, 1926, 2035, 2147, 2262, 2380, 2501, 2625, 2752, 2882, 3015, 3151, 3290, 3432, 3577, 3725 ...( (sucesión A000326 en OEIS) )
El n-ésimo número pentagonal es la tercera parte del (3n-1)-ésimo número triangular. 
Los números pentagonales son importantes en la teoría de particiones de Euler, como está expresado en su teorema del número pentagonal.

## Generalizaciones
Los números pentagonales generalizados son obtenidos de la fórmula descrita arriba, pero ahora n toma valores en la secuencia 0, 1, -1, 2, -2, 3, -3, 4..., produciendo:
0, 1, 2, 5, 7, 12, 15, 22... 
Los números pentagonales no deben confundirse con los números pentagonales centrados. Respecto a este tema es importante la lectura del artículo "Sobre las propiedades de los pentagonales generalizados y sus relaciones con números como triangulares, oblongos y otros" de Alexander José Villarroel Salazar, Francisco Javier Villarroel Rosillo

## Tests para números pentagonales
Uno puede comprobar si un número x es un número pentagonal haciendo la siguiente operación:
{\displaystyle n={\frac {{\sqrt {24x+1}}+1}{6}}}
Si n resulta un número entero, entonces x es el n-ésimo número pentagonal. Si n no es un número entero, entonces x no es pentagonal.